# شیپستون-آن-استور
longitudeشیپستون-آن-استورlatitudeشیپستون-آن-استور
شیپستون-آن-استور (به انگلیسی: Shipston-on-Stour) یک شهرک در بریتانیا است که در انگلستان واقع شده‌است.

## خصوصیات
شیپستون-آن-استور ۴٬۴۵۶ نفر جمعیت دارد.